# Haut Chemin
Le Haut Chemin  est le nom historique donné à une partie du Pays messin dont le territoire est situé entre la Moselle et le Saulnois au nord-est de Metz.

## Géographie
Le Haut Chemin est la partie du pays messin comprise au nord-est de Metz entre la Moselle et la Nied. Il comprend en grande partie le canton de Metz-Ville-4 (quartiers de Borny, de la Grange-aux-Bois, de Grigy Technopôle et de Vallières-Les Bordes), la partie nord du canton de Montigny-lès-Metz (Chieulles, Mey, Saint-Julien-lès-Metz, Vantoux, Vany), et les cantons de Pange (partie nord) et de Vigy. Le nom vient peut-être du fait que la route de Bouzonville, actuelle route départementale 3, est située sur un plateau.
En 1514, Montoy appartient au Haut Chemin (chronique de Jacomin Husson, p.298).

## Histoire
Au Moyen Âge, les villages du Haut Chemin sont aux mains des paraiges messins ou des abbayes de la ville,. Il occupait en grande partie les cantons de Metz (2e), de Pange et de Vigy. Il comprenait 70 communautés, tant villages que hameaux. Certaines localités appartenaient au Haut-Chemin que partiellement. Il s'agissait de Saint-Julien-lès-Metz, Grimont, Châtillon, Chieulles, Villers-l’Orme, Failly, Mey, Moulin-Regnier, Olgy et Argancy, Nouilly, Montoy, Coincy, Noisseville, Flanville, Servigny-lès-Sainte-Barbe, Poiche, Retonfey, Béville, Vaudreville, Maizery, Silly-sur-Nied, Urville, les Moulins, Courcelles-Chaussy, Plappecourt, Léovillers, Landonvillers, la Beuverie et la Bruyère, Ottonville et Ricrange, Burtoncourt, Rurange, la Neuveville, Lüe, la Vieuville, Befey, Rabas, Hessange, Vry, Vigy, Roupeldange, Avancy, Glatigny, Cheuby, Libaville, Chelaincourt, Sanry-lès-Vigy, Paouilly, Méchy, Flévy, Trémery, Ay-sur-Moselle, Mancourt, Ennery, Chailly-lès-Ennery, Antilly, Buy, Rugy, Rupigny, Malroy, moulin de la Tour, Vany et Augny, Charly, Hayes, Gondreville, Ogy et Puche.
Le Haut Chemin fut fondu dans une autre division du pays Messin (le Saulnoy) lors de la création du présidial de Metz, en 1685.